# Lista echipelor de fotbal din Anglia
În Anglia sunt peste 7.000 de echipe care participă în 24 ligi împărțite în peste 480 de grupe (serii). Doar primele 5 ligi se desfășoară la nivel național, restul sunt împărțite în două sau mai multe grupe (excepție facând ligile 22, 23 și 24, care se desfășoară doar în orașul Bristol) pe criterii geografice.
Această listă prezintă doar cluburile care participă în primele 5 ligi în sezonul 2008-2009: Premier League, Football League Championship, Football League 1, Football League 2, Conference National.

## Premier League
| Club              | Oraș               | Stadion                         | Fondat |
| ----------------- | ------------------ | ------------------------------- | ------ |
| Arsenal           | Londra             | Emirates Stadium                | 1886   |
| Aston Villa       | Birmingham         | Villa Park                      | 1874   |
| Blackburn Rovers  | Blackburn          | Ewood Park                      | 1875   |
| Bolton Wanderers  | Bolton             | Reebok Stadium \|fotbalul       | 1874   |
| Chelsea           | Londra             | Stamford Bridge                 | 1906   |
| Everton           | Liverpool          | Goodison Park                   | 1878   |
| Fulham            | Londra             | Craven Cottage                  | 1879   |
| Hull City         | Kingston upon Hull | Kingston Communications Stadium | 1904   |
| Liverpool         | Liverpool          | Anfield                         | 1892   |
| Manchester City   | Manchester         | City of Manchester Stadium      | 1880   |
| Manchester United | Manchester         | Old Trafford                    | 1878   |
| Middlesbrough     | Middlesbrough      | Riverside Stadium               | 1876   |
| Newcastle         | Newcastle          | St James' Park                  | 1892   |
| Portsmouth        | Portsmouth         | Fratton Park                    | 1898   |
| Stoke City        | Stoke-on-Trent     | Britannia Stadium               | 1863   |
| Sunderland        | Sunderland         | Stadium of Light                | 1879   |
| Tottenham         | Londra             | White Hart Lane                 | 1882   |
| West Bromwich     | West Bromwich      | The Hawthorns                   | 1878   |
| West Ham          | Londra             | Boleyn Ground                   | 1895   |
| Wigan Athletic    | Wigan              | JJB Stadium                     | 1932   |

## Football League Championship
| Barnsley            | Barnsley      | Oakwell               | 1887 |  |         |         |             |      |
| Birmingham City     | Birmingham    | St Andrews            | 1875 |  |         |         |             |      |
| Blackpool           | Blackpool     | Bloomfield Road       | 1887 |  |         |         |             |      |
| Bristol City        | Bristol       | Ashton Gate           | 1897 |  |         |         |             |      |
| Burnley             | Burnley       | Turf Moor             | 1882 |  |         |         |             |      |
| Cardiff City        | Cardiff       | Ninian Park           | 1899 |  |         |         |             |      |
| Charlton            | Londra        | The Valley            | 1905 |  |         |         |             |      |
| Coventry City       | Coventry      | Ricoh Arena           | 1883 |  |         |         |             |      |
| Crystal Palace      | Londra        | Selhurst Park         | 1905 |  |         |         |             |      |
| Derby County        | Derby         | Pride Park Stadium    | 1884 |  |         |         |             |      |
| Doncaster           | Doncaster     | Keepmoat Stadium      | 1879 |  |         |         |             |      |
| Ipswich             | Ipswich       | Portman Road          | 1878 |  | Norwich | Norwich | Carrow Road | 1902 |
| Nottingham Forest   | Nottingham    | City Ground           | 1865 |  |         |         |             |      |
| Plymouth            | Plymouth      | Home Park             | 1886 |  |         |         |             |      |
| Preston             | Preston       | Deepdale              | 1881 |  |         |         |             |      |
| Queens Park Rangers | Londra        | Loftus Road Stadium   | 1882 |  |         |         |             |      |
| Reading             | Reading       | Madejski Stadium      | 1871 |  |         |         |             |      |
| Sheffield United    | Sheffield     | Bramall Lane          | 1889 |  |         |         |             |      |
| Sheffield Wednesday | Sheffield     | Hillsborough          | 1867 |  |         |         |             |      |
| Southampton         | Southampton   | The St Mary's Stadium | 1885 |  |         |         |             |      |
| Swansea             | Swansea       | Liberty Stadium       | 1912 |  |         |         |             |      |
| Watford             | Watford       | Vicarage Road         | 1881 |  |         |         |             |      |
| Wolverhampton       | Wolverhampton | Molineux              | 1877 |  |         |         |             |      |

## Football League 1
| Club                   | Oraș            | Stadion                        | Fondat |
| ---------------------- | --------------- | ------------------------------ | ------ |
| Brighton & Hove Albion | Brighton & Hove | Withdean Stadium               | 1901   |
| Bristol Rovers         | Bristol         | Memorial Stadium               | 1883   |
| Carlisle United        | Carlisle        | Brunton Park                   | 1904   |
| Cheltenham Town        | Cheltenham      | Whaddon Road                   | 1887   |
| Colchester United      | Colchester      | Weston Homes Community Stadium | 1937   |
| Crewe Alexandra        | Crewe           | Alexandra Stadium              | 1877   |
| Hartlepool United      | Hartlepool      | Victoria Park                  | 1908   |
| Hereford United        | Hereford        | Edgar Street                   | 1924   |
| Huddersfield Town      | Huddersfield    | Galpharm Stadium               | 1908   |
| Leeds United           | Leeds           | Elland Road                    | 1919   |
| Leicester City         | Leicester       | Walkers Stadium                | 1884   |
| Leyton Orient          | Londra          | Matchroom Stadium              | 1881   |
| Millwall               | Londra          | The Den                        | 1885   |
| Milton Keynes Dons     | Milton Keynes   | Stadium MK                     | 2004   |
| Northampton Town       | Northampton     | Sixfields Stadium              | 1897   |
| Oldham Athletic        | Oldham          | Boundary Park                  | 1895   |
| Peterborough United    | Peterborough    | London Road                    | 1934   |
| Scunthorpe United      | Scunthorpe      | Glanford Park                  | 1899   |
| Southend United        | Southend-on-Sea | Roots Hall                     | 1906   |
| Stockport County       | Stockport       | Edgeley Park                   | 1883   |
| Swindon Town           | Swindon         | County Ground                  | 1879   |
| Tranmere Rovers        | Birkenhead      | Prenton Park                   | 1884   |
| Walsall                | Walsall         | Banks's Stadium                | 1888   |
| Yeovil Town            | Yeovil          | Huish Park                     | 1895   |

## Football League 2
| Club                 | Oraș           | Stadion                         | Fondat |
| -------------------- | -------------- | ------------------------------- | ------ |
| Accrington Stanley   | Accrington     | Fraser Eagle Stadium            | 1968   |
| Aldershot Town       | Aldershot      | Recreation Ground               | 1926   |
| Barnet               | Londra         | Underhill Stadium               | 1888   |
| Bournemouth          | Bournemouth    | Fitness First Stadium           | 1899   |
| Bradford City        | Bradford       | Coral Windows Stadium           | 1903   |
| Brentford            | Brentford      | Griffin Park                    | 1889   |
| Bury                 | Bury           | Gigg Lane                       | 1885   |
| Chester City         | Chester        | The Deva Stadium                | 1885   |
| Chesterfield         | Chesterfield   | Recreation Ground               | 1867   |
| Dagenham & Redbridge | Dagenham       | Victoria Road                   | 1992   |
| Darlington           | Darlington     | Balfour Webnet Darlington Arena | 1883   |
| Exeter City          | Exeter         | St James' Park                  | 1904   |
| Gillingham           | Gillingham     | KRBS Priestfield Stadium        | 1893   |
| Grimsby Town         | Cleethorpes    | Blundell Park                   | 1878   |
| Lincoln City         | Lincoln        | Sincil Bank                     | 1884   |
| Luton Town           | Luton          | Kenilworth Road                 | 1885   |
| Macclesfield Town    | Macclesfield   | Moss Rose                       | 1874   |
| Morecambe            | Morecambe      | Christie Park                   | 1920   |
| Notts County         | Nottingham     | Meadow Lane                     | 1862   |
| Port Vale            | Stoke-on-Trent | Vale Park                       | 1876   |
| Rochdale             | Rochdale       | Spotland                        | 1907   |
| Rotherham United     | Sheffield      | Don Valley Stadium              | 1925   |
| Shrewsbury Town      | Shrewsbury     | New Stadium                     | 1886   |
| Wycombe Wanderers    | Wycombe        | Adams Park                      | 1887   |

## Conference National
| Club                   | Oraș                 | Stadion                  | Fondat |
| ---------------------- | -------------------- | ------------------------ | ------ |
| Altrincham             | Altrincham           | Carole Nash              | 1903   |
| Barrow                 | Barrow-in-Furness    | Holker Street            | 1901   |
| Burton Albion          | Burton-upon-Trent    | Pirelli Stadium          | 1950   |
| Cambridge United       | Cambridge            | Abbey Stadium            | 1912   |
| Crawley Town           | Crawley              | Broadfield Stadium       | 1896   |
| Eastbourne Borough     | Eastbourne           | Langney Sports Club      | 1964   |
| Ebbsfleet United       | Northfleet           | Stonebridge Road         | 1946   |
| Forest Green Rovers    | Nailsworth           | The New Lawn             | 1890   |
| Grays Athletic         | Grays                | New Recreation Ground    | 1890   |
| Histon                 | Histon and Impington | Bridge Road              | 1904   |
| Kettering Town         | Kettering            | Rockingham Road          | 1872   |
| Kidderminster Harriers | Kidderminster        | Aggborough               | 1886   |
| Lewes                  | Lewes                | The Dripping Pan         | 1885   |
| Mansfield Town         | Mansfield            | Field Mill               | 1897   |
| Northwich Victoria     | Northwich            | Victoria Stadium         | 1874   |
| Oxford United          | Oxford               | Kassam Stadium           | 1893   |
| Rushden & Diamonds     | Irthlingborough      | Nene Park                | 1992   |
| Salisbury City         | Salisbury            | Raymond McEnhill Stadium | 1947   |
| Stevenage Borough      | Stevenage            | Broadhall Way            | 1976   |
| Torquay United         | Torquay              | Plainmoor                | 1921   |
| Weymouth               | Weymouth             | The Wessex Stadium       | 1890   |
| Woking                 | Woking               | Kingfield Stadium        | 1889   |
| Wrexham                | Wrexham              | Racecourse Ground        | 1872   |
| York City              | York                 | KitKat Crescent          | 1908   |